# アンドレアス・マイスリンガー

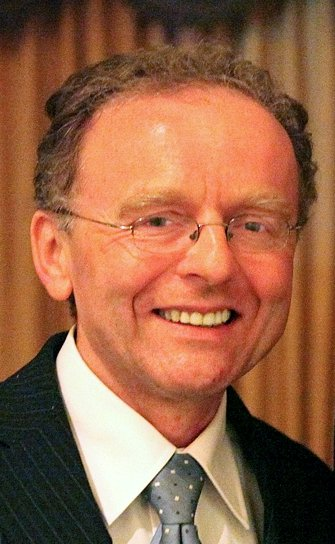
アンドレアス・マイスリンガー

アンドレアス・マイスリンガー（Andreas Maislinger, 1955年2月26日 - ）は、オーストリアの政治学者であり、オーストリアの「Gedenkdienst」（兵役に代わりホロコースト犠牲者追悼のために奉仕する制度）の創始者である。
ザルツブルク郊外のザンクト・ゲオルゲン (Sankt Georgen bei Salzburg) に生まれ、歴史学と政治学をザルツブルク、ウィーン、フランクフルト・アム・マイン、ベルリン、そしてオスロにて学んだ。1980年に哲学の博士号を、博士論文『オーストリアの防衛政策の問題点』により取得した。
その翌年、ベルリンの平和支援活動ポーランド担当部にて、またビルケナウのアウシュビッツ博物館において平和支援活動を行った。そして引き続き非軍事的役務をウィーンの国際友和会にて果たした。
1982年から1991年まで、インスブルック大学、ニューオーリンズ大学、ベルリン大学、エルセレムのヘブライ大学にて勤務した。
1992年からは、ブラウナウ・アム・インにおいて毎年開催される現代史のシンポジウムの責任者として活動している。また2000年にはアドルフ・ヒトラーの生家の近くに「責任の家」(Haus der Verantwortung) を開設することを提案した。
1998年にオーストリア海外奉仕を設立した。日本における最初の海外奉仕活動者、シュテファン・ベルガーは2005年8月1日より広島平和記念資料館にて活動を開始し、2006年7月31日に終了。ついでチェザル・コンスタンティネスクが、2007年1月より同所にて活動を開始している。